# Grzegorz II (papież)
Grzegorz II (ur. ok. 660 w Rzymie, zm. 11 lutego 731 tamże) – święty Kościoła katolickiego, 89. papież w okresie od 19 maja 715 do 11 lutego 731.

## Życiorys
Urodził się w Rzymie, w zamożnej rodzinie; wychowywał się na Lateranie, był skarbnikiem, a potem bibliotekarzem (w czasach Sergiusza I).
Wybór tego kapłana, Rzymianina, świadczył o zmianie nastrojów w Rzymie. Imię nowego papieża nawiązywało do programu religijno-politycznego jego poprzednika Grzegorza Wielkiego. Istotnie stosunki między Rzymem a Konstantynopolem znów były napięte. Po burzliwych przewrotach cesarstwo wschodnie znalazło w osobie Leona III (717-741) monarchę który nie tylko przywrócił władzę, ale ufundował nową dynastię zwaną izauryjską lub syryjską. Z przyczyn do końca niewyjaśnionych Leon III podjął walkę z kultem obrazów, mając za sobą poparcie części hierarchii kościelnej. Wzbudziło to jednak gwałtowny opór ze strony mnichów i związanej duchowo z klasztorami ludności, więc walka z obrazami religijnymi (zwana ikonoklazmem) osłabiła w dużym stopniu autorytet cesarski. Wykorzystał to Grzegorz II, który zaczął szukać sprzymierzeńców w państwie Merowingów, u Anglików oraz wśród nowo nawróconych na chrześcijaństwo plemion germańskich znajdujących się za Renem.
Podobnie jak Grzegorz I, korzystał on z pomocy benedyktynów, którzy prowadzili aktywną działalność misyjną w Germanii. Apostoł wschodniej Frankonii, mnich Winfryd, zwany później Bonifacym, otrzymał od Grzegorza II sakrę biskupią. Olbrzymia korespondencja między Bonifacym a kurią papieską świadczy o dalekowzrocznych zamierzeniach biskupa rzymskiego.
W samej Italii Grzegorz II interweniował ze zmiennym szczęściem w sporach między Longobardami a Rawenną. Przeciwstawił się również zarządzeniom obrazoburczym cesarza Leona III, lecz czuwał by nie dopuścić do ogólnej antycesarskiej rewolty, gdyż zdawał sobie sprawę, że jeszcze nie nadeszła chwila dogodna do całkowitego wyzwolenia się spod władzy Konstantynopola. Cesarz chciał nawet aresztować lub zamordować papieża, lecz zaniechał tego, ze względu na dużą popularność jak i poparcie Grzegorza.
Jest autorem listów skierowanych do cesarza wymierzonych przeciw herezji obrazoburstwa. Jest określany jako "wybitny papież VIII wieku".
Jego wspomnienie liturgiczne obchodzone jest 11 lutego.